# Miss Slovenije 2010
Miss Slovenije 2010 je bilo lepotno tekmovanje, ki je potekalo 29. avgusta 2010 v SNG Maribor.
Prenašala ga je TV Slovenija. Organizator je bil mariborska agencija Ideja Damirja Osredečkega, lastnika licence. Voditelja sta bila Boštjan Klun in Lucija Gubenšek.
Eden od SMS glasovalcev za miss občinstva je dobil skuter Baotian BT49 QT 28B 2T, ki ga je podarilo podjetje Euroton.
Sponzor Hyundai Avto Trade je dal enega svojih avtomobilov za enoletno vožnjo (Hyundai ix35) Evi Repič, vodji projekta Miss Slovenije iz agencije Ideja.
Zlatarna Celje je za zmagovalko izdelala tiaro in nakit.

## Finale

### Uvrstitve
- Zmagovalka, Top Model in miss fotogeničnosti Sandra Adam, 20 let, študentka, Dravograd, dobila je eno leto vožnje z avtom Hyundai i20, vrednostne bone Rebel – Skiny in trgovine Allegria, nakit znamk Zlatarna Celje in Fantazija, očala Carrera, mobilni telefon podjetja Europhone, ličila Max Factor in kozmetične storitve salona Demetra.
- 1. spremljevalka Ajda Sitar, 19 let, Domžale
- 2. spremljevalka, Talent show in miss občinstva Sandra Skutnik, 19 let, Gortina pri Muti
- Miss bikini Vesna Brkič

Pred končnim tekmovanjem so finalistkam podelili nazive Top model, Talent show (oba v igralnici Mond v Mariboru) in Miss bikini, s katerimi so šle neposredno v superfinale.

### Tekmovalke
- Sandra Adam
- Ana Zmrzlikar
- Vesna Brkič
- Tjaša Pejič
- Samanta Gashi
- Mojca Kvar
- Karin Nikolič Opara
- Ajda Sitar
- Karmen Klinc
- Sandra Skutnik
- Samantha Sršen
- Bojana Ivanovič

12 finalistk 

### Glasbeniki in plesalci
Nastopili so plesna skupina Maestro, Marko Vozelj, April, Tangels, duet Maja Keuc in Boštjan Bračič ter Alya.

### Žirija
Sestavljali so jo Monika Vuk (RM Vuk Ptuj), Marko Kajfež (direktor prodaje vozil in marketinga Hyundai Avto trade), Tina Petelin (miss Slovenije 2009), Boris Onišak (dr.estetske kirurgije in lastnik podjetja Estetika Onišak), Mateja Planjšek Kristanič (odgovorna urednica revije Bella Donna), Stefan Lupino (hrvaški fotograf), Bernarda Žarn (voditeljica na TV Slovenija) , Peter Mankoč (plavalec) in Eva Repič (vodja projekta Miss Slovenije iz agencije Ideja).

### Sponzorji
Tekmovalke so v treh izhodih predstavile kavbojke Double S Jeans, čevlje Allegria, sončna očala Carrera, kopalke Skiny, nakit Zlatarne Celje in obleke kreatorjev, ki jih je izbralo uredništvo revije Bella Donna.

### Fotografiranje pred končnim nastopom
Konec maja so imele finalistke fotografiranje v Portorožu. V ekipi so bili fotograf Stephan Lupino, vizažistka Tina Fabjan (Max Factor Slovenija) in frizer Dejan Krajnc. Njihov gostitelj je bil hotelski kompleks LifeClass Portorož.

## Miss sveta 2010
Svetovni izbor je bil 30. oktobra v letovišču Sanya na Kitajskem. Tam naj bi se Sandra Adam predstavila v obleki Maje Ferme, ki jo je izbrali Barbara Turk, modna oblikovalka in kostumografinja, Maja Hren Brvar, kustodinja Oddelka za oblačilno kulturo Pokrajinskega muzeja Maribor in Sonja Rigler, modna urednica revije Bella Donna. Obleke za spremljevalne prireditve sta prispevala Diana Kotnik Lavtižar in Igor Hapš.
Sandra Adam je predčasno zapustila tekmovanje zaradi hudih bolečin v trebuhu in ledvicah. Bilo je premalo časa, da bi jo nadomestili s 1. spremljevalko.